# Talismã
Talismã este un oraș în Tocantins (TO), Brazilia.